# Биллингтон, Эшли
Эшли Биллингтон (англ. Ashley Billington; род. 16 января 1969) — гонконгский регбист и триатлонист. Рекордсмен мира среди регбистов по числу занесённых попыток в одном матче за сборную (10).

## Биография
Окончил университет Лафборо, выступал за гонконгский клуб «Вэлли». Как любитель, выступал за сборную Гонконга по регби на протяжении 8 лет. Дебютировал 23 октября 1992 года за сборную по регби-7 на турнире в Дубае. За сборную по классическому регби дебютировал 18 июня 1994 года матчем против Японии в Саппоро. 27 октября 1994 года в Куала-Лумпуре в игре против Сингапура установил мировой рекорд, занеся сразу 10 попыток и набрав тем самым 50 очков (итог — крупнейшая в истории Гонконга победа в регбийном матче со счётом 164:13). Всего в его активе 20 попыток во всех встречах за сборную Гонконга. Достижение Биллингтона по числу попыток за матч никому не покорялось позже в матчах сборных, при этом он не является рекордсменом по числу очков за матч, уступая японцу Тору Курихара (60 очков) и сравниваясь по очкам за матч с аргентинцем Эдуардо Морганом (50 очков).
В мужском регби по числу набранных очков за матч ниже Биллингтона стоит новозеландец Саймон Калхейн, набравший 4 июня 1995 года 45 очков в своём дебютном матче против Японии на чемпионате мира в ЮАР; в 1999 году на чемпионате мира в Уэльсе в игре против Италии, завершившейся разгромной победой «Олл Блэкс» со счётом 101:3, ещё один новозеландец Тони Браун набрал 36 очков благодаря 11 реализациям, трём штрафным и попытке, хотя, по оценке прессы, он мог набрать намного больше очков и даже побить рекорд Биллингтона. В женском регби наиболее близка к нему новозеландка Портия Вудман, занёсшая восемь попыток на Кубке мира среди женщин 2017 года в Ирландии, причём случилось это в игре против Гонконга (121:0). На клубном уровне Биллингтон опережает ненамного француза Максимильена Косетту, который набрал в 2015 году в игре за «Стад Нанте» 48 очков (победа 108:0 над «Верзоном» в матче Федераль 2).
В настоящее время Биллингтон преподаёт физкультуру в Гонконгской международной школе и занимается триатлоном. Тренер команды мальчиков Гонконгской международной школы по регби.